# 운동 방정식
운동 방정식(運動方程式)은 물리계에서 물체의 운동을 기술하는 방정식이다. 뉴턴 역학에서는 뉴턴 운동 법칙, 라그랑주 역학에서는 오일러-라그랑주 방정식, 해밀턴 역학에서는 해밀턴 방정식 또는 해밀턴-야코비 방정식 등이 해당한다.
질량 m의 물체에 힘 F가 작용하여 그 물체에 a의 가속도가 발생한다고 할 때 뉴턴의 제 2법칙을 적용하면, F=ma이고,
{\displaystyle F=m{\frac {V_{2}-V_{1}}{\Delta t}}}이다. 따라서 {\displaystyle F\Delta t=m(V_{2}-V_{1})}가 된다. 이 식을 운동량 방정식이라 하고, 좌항을 역적(impulse, 충격량), 우항을 운동량(momentum)이라 한다.

## 뉴턴 역학에서

### 식 생성 알고리즘
1. 함께 운동하는 물체들이 있으면 그 물체들을 합성한다.
2. 운동하는 물체들의 외력만을 합성한다. 
3. 아래 하술된 방정식들을 이용한다.
위 알고리즘만 봐선 사실 대부분은 풀이를 할 수 없을 것이다. 아래 문단들을 참고하자.

### 병진운동

#### 알짜힘(합력)
흔히 유명한 뉴턴역학 F = ma로 물체에 작용한 총 합과 힘을 추론할 수 있다. 

##### Type I
그림Ⅰ과 같은 상황에서 도르래에 걸린 알짜힘을 구하기 위해서 알아야 할 조건은 연결된 두 물체의 합성 질량과 합성 질량에 가해진 가속도이다. 해당 상황에서 주어진 가속도가 
a
a라고 가정하면 알짜힘 
F
F는 다음과 같다.

## 동수역학에서의 운동량 방정식
m은 질량 유량, {\displaystyle \rho }는 물의 밀도, Q는 체적 유량, {\displaystyle \gamma _{w}}는 물의 단위중량, g는 중력 가속도라 할 때, {\displaystyle m=\rho Q=\gamma _{w}Q/g}이므로, 단위 시간당 힘은 다음과 같다.
{\displaystyle F={\frac {\gamma _{w}}{g}}Q(V_{2}-V_{1})}

이를 통해 관로 등에 작용하는 충격력을 구할 수 있다.

## 같이 보기
- 스칼라 (물리)
- 거리
- 속력
- 속도
- 가속도
- 각속도
- 각가속도
- 낙체의 법칙
- 곡선좌표계
- 직교좌표계
- 뉴턴 운동 법칙
- 포물선 운동
- 오일러-라그랑주 방정식
- 일반화 힘